# Wortart Ensemble
Wortart Ensemble ist ein deutsches A-cappella-Quartett. Es wurde 2008 als Quintett gegründet.
Ihre Vertonungen zeitgenössischer deutscher Lyrik irgendwo zwischen Chanson, Klassik und Jazz brachten dem Vokalensemble zahlreiche Preise ein. Die Formation wurde gegründet, während die Gründungsmitglieder an der Hochschule für Musik Carl Maria von Weber Dresden Jazzgesang studierten. Nach dem selbst-veröffentlichten Debüt-Album 2011 folgte die Kollaboration mit der Lyrikerin Nora Gomringer für die CD Wie sag ich Wunder sowie Konzerttourneen in Deutschland, Kanada und den USA.

## Diskografie
- Wortart Ensemble (2011)[2]
- Wie sag ich Wunder mit Nora Gomringer (Voland & Quist, 2014)[3]
- Home Sweet Home – Songs vom Kommen, Gehen und Bleiben (Unit Records, 2018)[4]

## Auszeichnungen
- Kammermusikpreis der Hochschule für Musik Dresden 2010
- 2. Preis bei A Cappella Wettbewerb Leipzig 2010
- Golddiplom in der Kategorie Jazz bei International A-Cappella-Competition Vokal Total in Graz 2011
- 2. Preis beim Wettbewerb „Jugend Kulturell“ 2011
- Kulturpreis Deutsche Sprache (Initiativpreis) 2015[5]